# Brachiaria albicoma
Brachiaria albicoma là một loài thực vật có hoa trong họ Hòa thảo. Loài này được (Swallen & García-Barr.) Zuloaga & Soderstr. mô tả khoa học đầu tiên năm 1985.